# Aga-Boerjatië

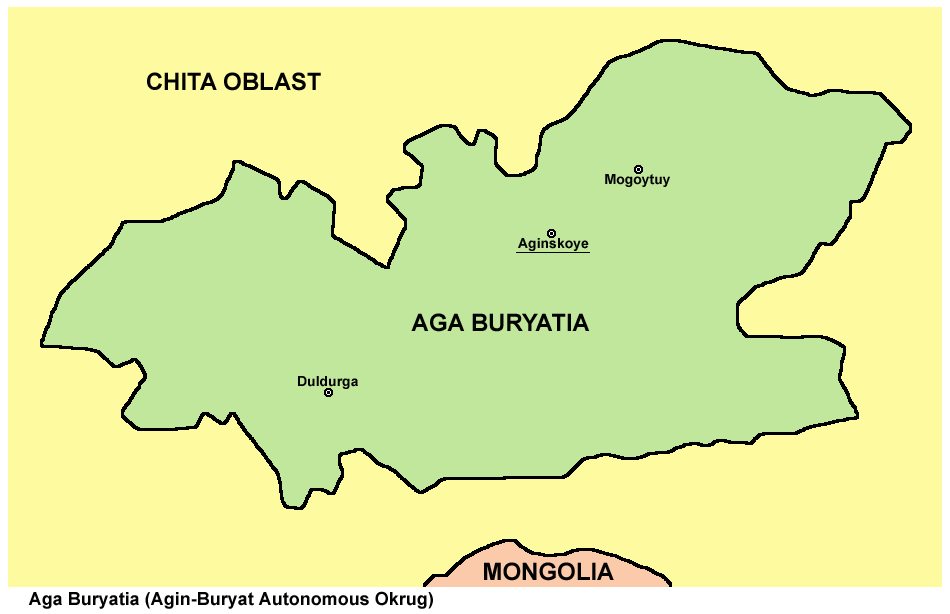

Aga-Boerjatië was tot 29 februari 2008 een autonoom district (autonome okroeg) binnen de toenmalige Oost-Siberische oblast Tsjita (Russisch: Агинский-Бурятский автономный округ; Aginski-Boerjatski avtonomny okroeg) in de regio Transbaikal van de Russische Federatie. Het bestuurlijk centrum was de nederzetting met stedelijk karakter Aginskoje met 10.000 inwoners. Op 1 maart 2008 werd het samengevoegd met de oblast Tsjita tot de kraj Transbaikal en hervormd tot de okroeg Aga-Boerjatië (Агинский-Бурятский округ, Boerjatisch: Агын Буряадай округ).

## Geografie
De okroeg bevindt zich in het Aga-steppegebied dat voor de komst van de Russen werd bewoond door de Chorinski-Boerjaten.

## Geschiedenis
Het gebied werd onderdeel van Rusland toen de Boerjaten van de Agarivier na een strijd tegen de kozakken zich hierbij aansloten onder leiding van hun legendarische leider Babzji-Baras-Bator (of Babzji Baras Baatar) in 1648 ter bescherming tegen het vijandige Mantsjoerije. Vanaf die tijd begon de instroom van Russische kolonisten, waaronder vooral kozakken van het Transbaikal-kozakkenregiment.
Tijdens de Russische Burgeroorlog was het gebied en het omringende Transbaikal het toneel van zware gevechten tussen de bolsjewieken en het Witte Leger van Aleksandr Koltsjak.
In de jaren van de collectivisatie tijdens de Sovjet-Unie werden de nomadische Boerjaten gedwongen hun nomadische bestaan op te geven en zich definitief te vestigen in bewoonde plaatsen.
Het district werd geformeerd op 25 september 1937 als het nationaal district Aga-Boerjatië-Mongolië (of Aga-Boerjatisch-Mongools nationaal district) uit de ajmags Oelan-Oelan en Aginski van de Boerjat-Mongoolse ASSR. Op 16 september 1958 werd dit nationale district omgezet naar een autonoom district met de naam Aga-Boerjatië of Aga-Boerjatisch autonoom district.

## Economie
Aga-Boerjatië is een typisch landbouwgebied en meer dan 40% van de bevolking is hierin werkzaam. De belangrijkste activiteit hierbinnen vormt het weiden van schapen voor de wolindustrie. De industriële ontwikkeling van het gebied staat nog in de kinderschoenen en bestaat uit de aan de landbouw gerelateerde voedingsmiddelenindustrie. Daarnaast bevindt zich er een ertsverwerkingsbedrijf bij Novoorlovsk, dat wolfraam, tantalium en andere mineralen uit de grond haalt en verrijkt.

## Bevolking
Bij de volkstelling van 2002 werden 72.213 personen geregistreerd in het autonome district. Hieronder waren 45.149 Boerjaten (62,52%), 25.366 Russen (35,13%), 390 Wolga-Tataren (0,54%), 190 Oekraïners (0,26%) en 164 Evenken (0,23%). Daarnaast werden nog 49 andere nationaliteiten geregistreerd.
Het gebied behoort tot de minst geürbaniseerde deelgebieden van Rusland: slechts 37,4% woont in stedelijke gebieden. Het is ook een van de weinige gebieden met een geboorteoverschot. Begin 2007 bedroeg het aantal geboorten 18,5 per 1000 inwoners, waarmee het deelgebied op de derde plaats van Rusland stond na Tsjetsjenië en Tuva, ruim boven het landelijk gemiddelde van 10,7.
Religieus gezien zijn er twee hoofdstromingen: de Boerjaten hingen vooral het Tibetaans boeddhisme aan, terwijl de Russen vooral het Russisch-orthodoxe geloof aanhingen. Er bevonden zich 2 datsanen en 2 orthodoxe kerken in het gebied.

## Bestuurlijk indeling
Bij de bestuurlijke hervormingen van 2006 werden 42 gemeenten opgezet, waaronder 3 gemeentelijke districten, 4 gorodskië poselenia en 35 selskië poselenia.